# Rivèrenert
Rivèrenert é uma comuna francesa na região administrativa de Occitânia, no departamento de Ariège. Estende-se por uma área de 28,81 km². Em 2010 a comuna tinha 174 habitantes (densidade: 6 hab./km²).